# Gigi Peronace
Luigi Peronace, detto Gigi (Soverato, 29 novembre 1925 – Roma, 29 dicembre 1980), è stato un dirigente sportivo, calciatore e talent scout italiano.
Fu cementatore dei rapporti calcistici tra Italia e Inghilterra.
Calabrese di Soverato (provincia di Catanzaro), dopo aver studiato e vissuto a Torino intraprende l'attività di dirigente trasferendosi in Inghilterra negli anni sessanta e diventando l'anello di congiunzione tra il calcio del Belpaese e quello britannico; a lui si deve l'arrivo in Italia di campioni come John Charles, Denis Law, Jimmy Greaves, Joe Baker e Liam Brady.

## Carriera

### Gli esordi
Al termine del secondo conflitto mondiale, Peronace giocò come portiere nella Reggina nella stagione 1944-1945; si dilettava inoltre a organizzare partite amichevoli di calcio tra militari inglesi e australiani, e squadre locali calabresi.
Nel 1960, in seguito ad un lungo periodo di lavoro trascorso nella Juventus (1948-1959) quale stretto collaboratore dell'allenatore gallese Jesse Carver, Peronace fu nominato dirigente del Torino: nel 1961, da direttore sportivo dei granata, curò personalmente l'arrivo dei giocatori Denis Law e Joe Baker. Successivamente, nel 1966, lasciò il Torino per seguire Umberto Agnelli, che nel frattempo era stato nominato Presidente della Federazione Italiana Gioco Calcio, e fu nominato segretario della FIGC.

### Il periodo inglese
Intanto, Peronace si era trasferito a Londra ove, negli anni sessanta e anni settanta, divenne il punto di riferimento del calcio italiano nel panorama calcistico inglese, stringendo forti legami con personaggi come Sir Matt Busby, storico manager del Manchester Utd, e Lord Dennis Follows, capo esecutivo dell'English Football Association.
Grazie a Peronace nacque il Torneo anglo-italiano, la cui prima edizione si svolse nel 1970; tale competizione, dopo la sua prematura scomparsa, è stato intitolata alla sua memoria (edizioni dal 1982 al 1986).

### Il periodo della Nazionale
Collaborò con Azeglio Vicini alla creazione della squadra Under 21 della Nazionale di Calcio; ebbe un ruolo determinante sia nell'elezione di Artemio Franchi alla presidenza della UEFA, sia nella nomina di Enzo Bearzot a commissario tecnico, nel 1976, anno in cui divenne l'accompagnatore della Nazionale italiana (chiamato da Franco Carraro); durante il Mondiale di Argentina 1978, oltre a essere direttore generale della Nazionale di calcio, svolse il ruolo di capo delegazione della squadra azzurra; a lui si devono, inoltre, la creazione della squadra del Resto del Mondo e l'organizzazione dell'incontro con l'Argentina, che fu battuta a Buenos Aires con il punteggio di 2-1: nella squadra creata da Peronace in tale occasione, furono convocati Michel Platini e Zbigniew Boniek, i cui nominativi furono segnalati dallo stesso al presidente della Juventus, Giampiero Boniperti.

### La scomparsa
Nel dicembre del 1980, dopo gli Europei di Calcio, Peronace si trovava a Roma in ritiro con la Nazionale, ormai in partenza per il Mundialito del 1981: morì, all'età di 55 anni, tra le braccia di Enzo Bearzot, a causa di un infarto; il suo posto venne ricoperto dal campione azzurro Gigi Riva.
Peronace può considerarsi precursore e inventore della figura del procuratore di calcio a 360 gradi e del Football Manager, ruolo completamente sconosciuto prima degli anni ottanta.